# Phlogiellus bundokalbo
Phlogiellus bundokalbo é uma espécie de aranha pertencente à família Theraphosidae (tarântulas).